# 長作観音堂
長作観音堂（ながさくかんのんどう）は、山梨県北都留郡小菅村にある鎌倉時代建立の仏堂。国の重要文化財に指定されている。

## 沿革
寺子屋自然塾の敷地（かつては小菅村立小菅小学校長作分校があった）と隣接して保存されている。学校の開設以前はこの場所に臨済宗・長谷寺の境内があり、明治4年に廃寺となった長谷寺の仏堂の一つが残されたもの。

## 概要
形式手法から鎌倉時代後期の建立と推定される仏堂で、1946年（昭和21年）11月29日に「観音堂 附（つけたり）厨子1基」の名称で重要文化財に指定されている。所有者は長作観音礼拝所である。桁行（正面）3間、梁間（側面）4間、屋根は寄棟造、銅板葺きとする。
堂内には聖徳太子作とされる秘仏の如意輪観音菩薩が安置されている。本尊の厨子は室町時代の作とされ重要文化財の附（つけたり）として指定されている。

## アクセス
- 奥多摩駅下車後、バス(西東京バス小菅の湯で小菅村営バス長作線<平日の日中と日曜日を除く休日はデマンド運行のため要予約>、または季節運行の富士急バス松姫峠-上野原線に乗り換え)で最寄りの長作バス停まで45分、下車後徒歩5分。
- 上野原駅下車後、バス(富士急バス松姫峠-上野原線)で最寄りの長作バス停まで50分、下車後徒歩5分。